# (73042) 2002 EG95
(73042) 2002 EG95 – planetoida z pasa głównego asteroid okrążająca Słońce w ciągu 3,87 lat w średniej odległości 2,47 j.a. Odkryta 14 marca 2002 roku.